# Massa frenata
La massa frenata (impropriamente detta anche peso frenato) di un veicolo ferroviario è la massa che gli viene attribuita agli effetti della frenatura: essa rappresenta l'efficacia del freno e si esprime in tonnellate.
La massa frenata (ovvero la capacità frenante) è determinata sperimentalmente in funzione di norme stabilite in sede internazionale. In pratica, il rotabile di cui si vuole valutare la massa frenata viene lanciato ad una velocità stabilita, dopodiché si misura la distanza entro cui è in grado di arrestarsi. A partire dal dato misurato e dal peso reale del mezzo, ovvero della sua massa, alcune tabelle definite da standard internazionali permettono di calcolare la massa frenata.
Il valore della massa frenata contribuisce al calcolo della percentuale di peso frenato di un convoglio, che combinata con il grado di frenatura della linea (che sostanzialmente è funzione della pendenza della linea stessa) serve a fissare la velocità massima che il convoglio può tenere con la garanzia che esso si arresti sempre entro gli spazi di frenatura previsti.